# Stenobothrus caucasicus
Stenobothrus caucasicus är en insektsart som beskrevs av Dovnar-zapolskij 1927. Stenobothrus caucasicus ingår i släktet Stenobothrus och familjen gräshoppor. Inga underarter finns listade i Catalogue of Life.